# Garth Brooks
Pour les articles homonymes, voir Brooks.
Troyal Garth Brooks, né le 7 février 1962 à Tulsa en Oklahoma, est un auteur-compositeur-interprète américain de musique country. Il est l'un des chanteurs les plus populaires aux États-Unis.

## Biographie
Garth Brooks connaît un succès commercial phénoménal depuis les années 1990 avec plus de 70 chansons à succès lui permettant de vendre plus de 130 millions d'albums aux États-Unis, ce qui fait de lui l'un des meilleurs vendeurs de disques dans ce pays, notamment avec les albums Garth Brooks (10 x disque de platine), No Fences (17 x disque de platine), Ropin' the Wind (14 x disque de platine), The Hits (en) (10 x disque de platine), Sevens (10 x disque de platine), ou encore Double Live (21 x disque de platine).
Il a par ailleurs sorti en 1999 un album sur le nom de son alter-égo, le chanteur fictif Chris Gaines. Sur ce disque, il s'exprime sur un autre style musical que le son country qu'on lui connaît.

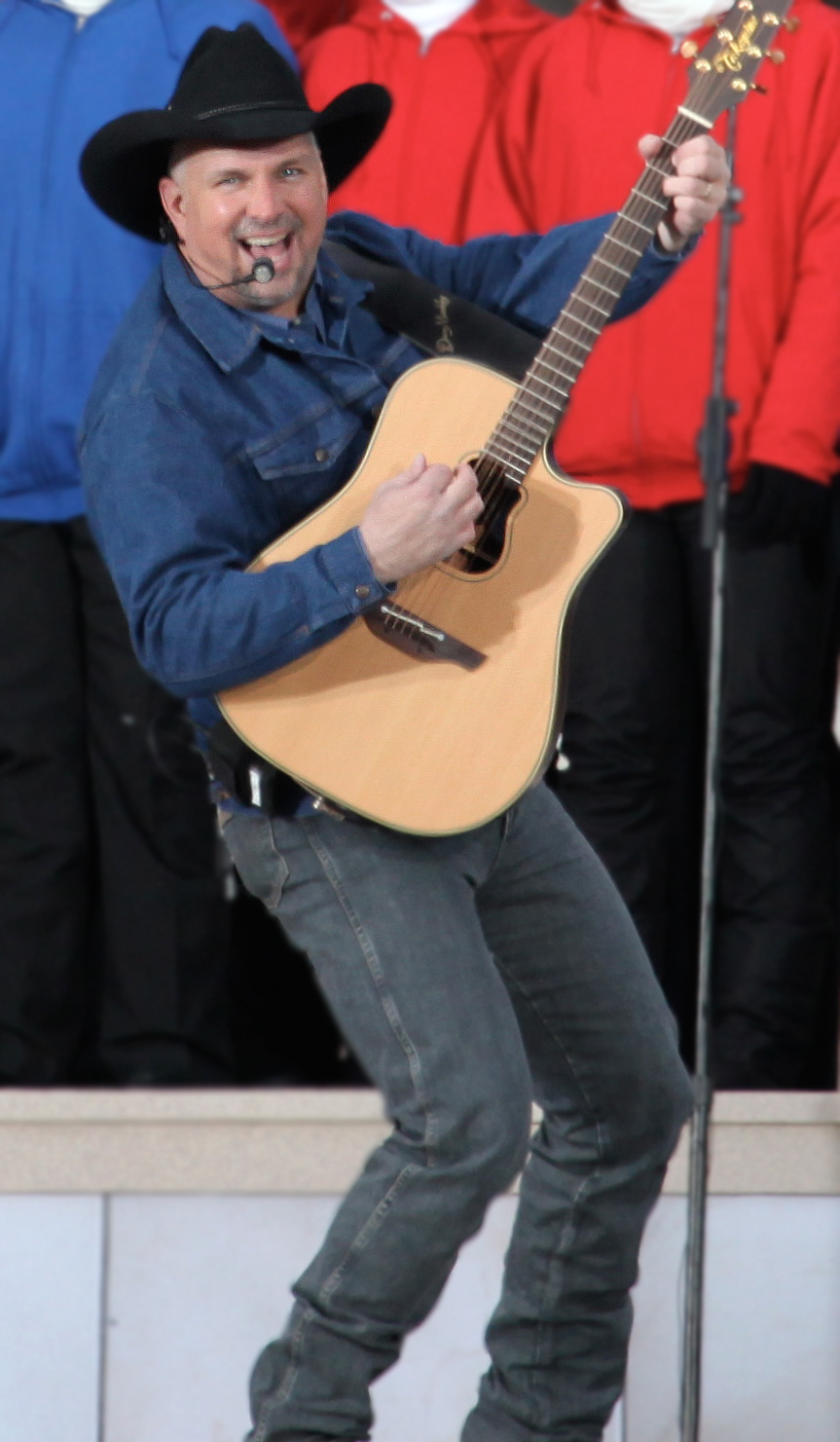
Garth Brooks en 2009.

Gêné par les conflits entre carrière et vie de famille, Garth Brooks annonce sa retraite en 2001 mais après plusieurs années de demandes insistantes, il accepte de reprendre sa carrière et remonte sur scène en 2009. Pendant cette absence, il continue de vendre des millions d'albums, se produit quelquefois et a même enregistré plusieurs nouveaux singles.
Le 15 novembre 2009, il annonce officiellement qu'il cesse sa retraite et signe un contrat avec une salle de spectacle à Las Vegas, le Encore Hotel and Casino pour cinq ans. Plusieurs dates sont programmées chaque année.
Il s'est aussi produit lors du spectacle donné en l'honneur de Barack Obama le 18 janvier 2009.
En décembre 2010, il fait aussi plusieurs concerts à Nashville pour les victimes des inondations dans le Tennessee du 2 mai 2010. Plus de 140 000 billets sont vendus et 5 millions de dollars récoltés.
En janvier 2021, il participe à l'investiture de Joe Biden pour la présidence des États-Unis, où il entonne Amazing Grace.
En 2025, il fait un caméo avec son épouse, Trisha Yearwood, dans le film satirique Spinal Tap 2: The End Continues.

## Affaire judiciaire
En octobre 2024, Garth Brooks est attaqué en justice par son ancienne coiffeuse et maquilleuse qui l'accuse de harcèlement sexuel et de viol. Le chanteur nie ces accusations et accuse en retour la plaignante de tentative d'extorsion de fonds,,.

## Discographie
- Garth Brooks (1989)
- No Fences (1990)
- Ropin' the Wind (1991)
- The Chase (1992)
- In Pieces (1993)
- Fresh Horses (1995)
- Sevens (1997)
- Scarecrow (2001)
- Man Against Machine (2014)
- Gunslinger (2016)
- Fun (2020)
- Time Traveler (2023)

## Tournées
Article détaillé : Liste des tournées et concerts de Garth Brooks
- The Garth Brooks World Tour (1993–1994)
- The Garth Brooks World Tour (1996–1998)
- Garth at Wynn (2009–2014)
- The Garth Brooks World Tour (2014–2017)
- Dive Bar Tour (2019)
- The Garth Brooks Stadium Tour (2019–2022)
- Garth Brooks/Plus ONE (2023)